# Милена Лакочевић
Милена Лакочевић (1925 — 1945) је једна од жртава концентрационог логора Јасеновац. Пореклом је из Сурчина, где је једна улица названа њеним именом.